# Herzoglicher Golfclub Oberhof

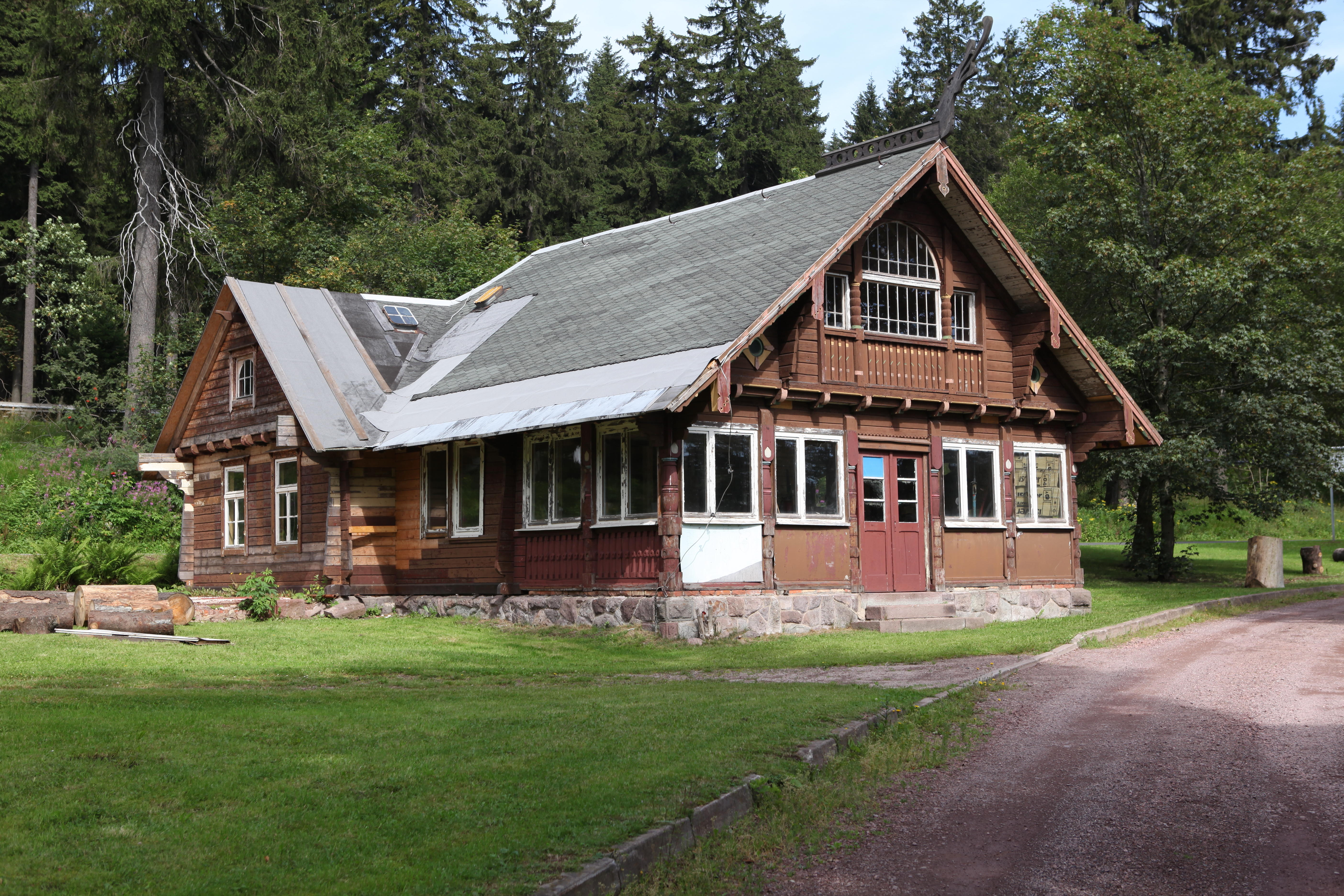
Golfclubhaus von 1908

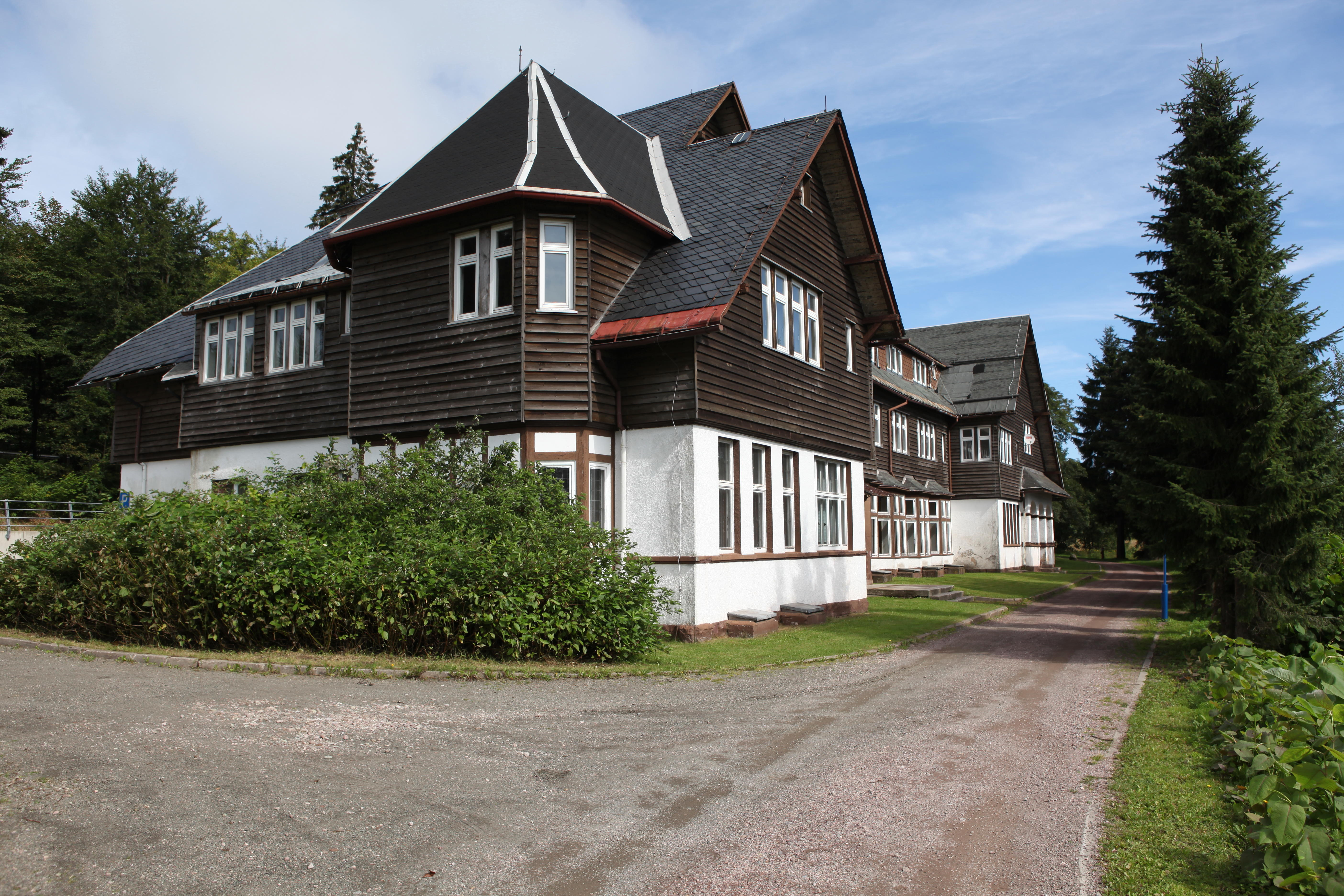
Golfhotel von 1912

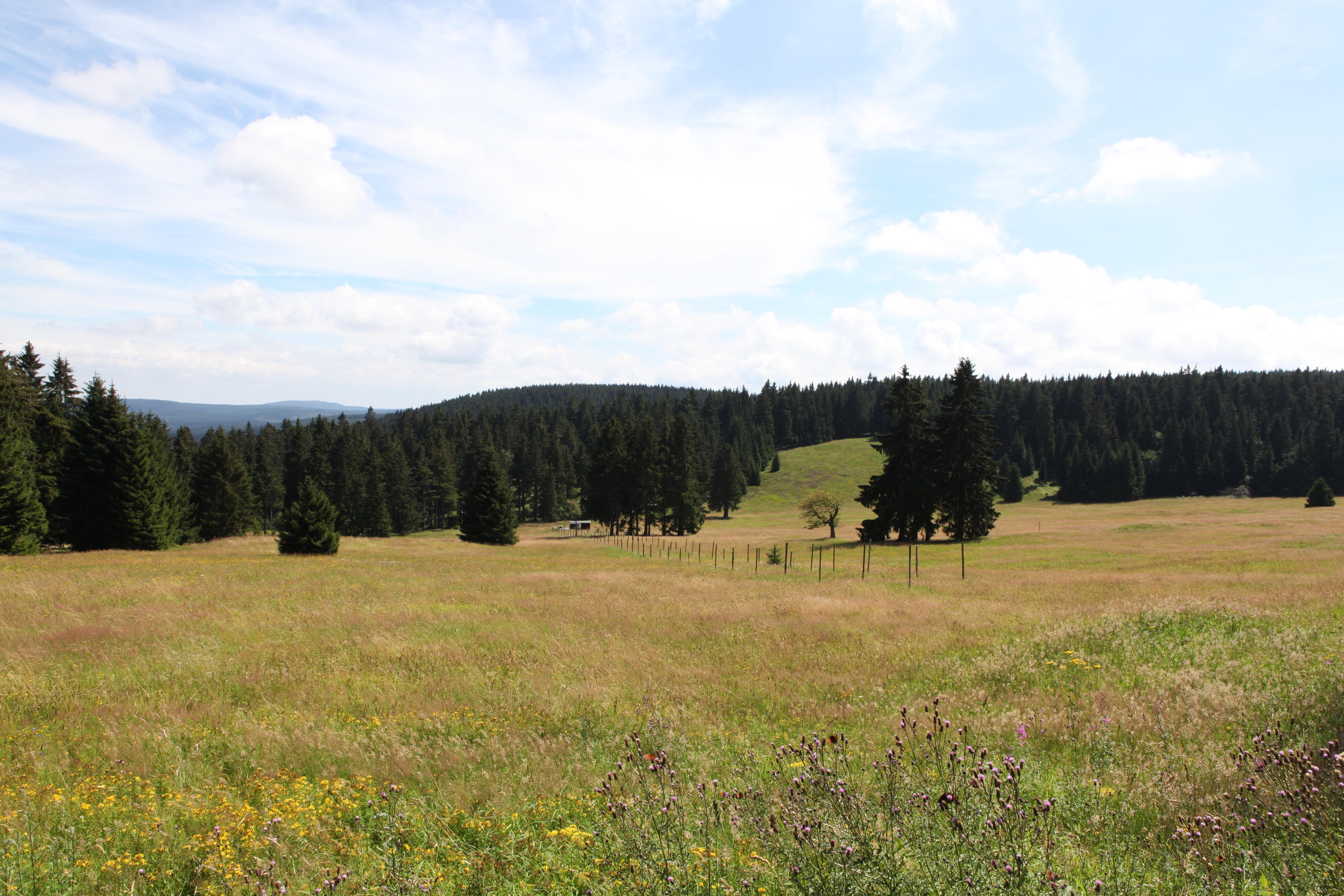
Schuderbachswiese, ehemaliger Golfplatz

Der Herzogliche Golf-Club Oberhof in Oberhof (Thüringen) wurde am 16. Oktober 1907 gegründet und ist damit einer der ältesten deutschen Golfclubs. Vom Golfplatzensemble aus der Kaiserzeit an der Zellaer Straße existieren noch das ehemalige Clubhaus von 1908 und das herzogliche Golfhotel von 1912. Der Verein wurde 1945 von den Alliierten aufgelöst und 2006 mit dem Ziel der Wiederherstellung des Golfplatzes neu gegründet. Der bis 1944 genutzte Golfplatz befand sich auf der Schuderbachswiese, die mit ihrem Pflanzenartenreichtum heute eine der bedeutendsten Bergwiesen Thüringens darstellt.
Anfang 2024 wurde das Golfhotel vom Freistaat Thüringen an die Arbeiterwohlfahrt übertragen. Im Mai 2024 wurde beim dortigen Landratsamt der Abbruch beantragt. Gemäß einem neuen Flächennutzungsplan von 2024 ist eine Nutzung der Schuderbachswiese als Golfplatz ausgeschlossen.

## Besonderheiten
In Oberhof liegt eine der Wurzeln der deutschen Golftradition. Der Herzogliche Golf-Club Oberhof wurde 1907 im selben Jahr gegründet wie der Deutsche Golf Verband. Er stand unter dem Protektorat des Herzogs Carl Eduard von Sachsen-Coburg und Gotha. Unter dessen Regentschaft entwickelte sich Oberhof zum bekannten Wintersportort und erhielt auch eine Golfanlage. Das lag unter anderem am anspruchsvollen Terrain und am landschaftlichen Reiz Oberhofs.
Es ist die einzige Golfanlage Deutschlands, die mit der Beschreibung Herzoglicher Golf-Club Oberhof mit Norweger-Clubhaus, Golfhotel in englischem Stil und unverwechselbarem Golfplatz unter Denkmalschutz steht. Der Platz wurde auf der Schuderbachswiese angelegt, die im 19. Jahrhundert durch Waldrodung entstanden ist. Die nie gedüngte oder mit Pflanzenschutzmitteln behandelte Bergwiese ist seit 1992 als Flächennaturdenkmal ausgewiesen und weist neben vielen gesetzlich geschützten und stark gefährdeten Pflanzenarten das größte Vorkommen der Arnika in Thüringen auf.
Das ehemalige Clubhaus, später Verwaltungs- und Umkleidetrakt für die Golflehrer und Caddies, ist das einzige Blockhaus im norwegischen Drachenstil in Thüringen. Das norwegische Haus wurde restauriert und eine internationale Begegnungsstätte.
Der Tradition folgend steht der Club auch heute noch unter der Schirmherrschaft des Hauses Sachsen-Coburg und Gotha. Ziel des Vereins ist die volle Wiederherstellung des Sport- und Spielbetriebs.
Der Herzogliche Golf-Club Oberhof war im Deutschen Kaiserreich neben dem Großherzoglichen GC Darmstadt einer von nur zwei Golfclubs mit Adelsprädikat. Er pflegt auch heute noch die traditionelle Spielvariante des Hickory-Golfs mit klassischen Schlägern und Golfbällen, nach den alten Regeln und in stilechten Outfits der damaligen Mode: mit Schiebermütze, Knickerbocker, Kniestrümpfen im Rautenmuster und einem Flachmann in der Westentasche.